# Paul Obiefule
Paul Obiefule (Owerri, 15 maggio 1986) è un ex calciatore nigeriano, di ruolo centrocampista.

## Biografia
Ha studiato economia agricola all'Università di Owerri, ma ha abbandonato la facoltà per diventare un calciatore professionista. Ha un fratello minore, Polycarp Obinna, anch'egli calciatore.

## Carriera

### Club
Obiefule ha iniziato la carriera nel suo paese, in Nigeria, giocando per l'Heartland. È stato poi acquistato dai danesi del Viborg, che lo ha acquistato nel 2004. Durante il periodo al Viborg, ha attirato l'attenzione di diversi club, ma alla fine del 2007 ha scelto di firmare un contratto annuale con i norvegesi del Lyn. A settembre 2008, ha rinnovato il suo accordo con il club fino al 2011. Successivamente, è diventato un obiettivo di mercato dell'Aberdeen e dell'Hønefoss. Obiefule ha raggiunto un accordo verbale il 14 dicembre 2009 con l'Hønefoss, per un contratto dalla durata triennale. In seguito, l'accordo è stato messo nero su bianco.
Il 2 agosto 2011, è passato al Lillestrøm con la formula del prestito. Ha debuttato con questa maglia il giorno seguente, quando fu schierato titolare nella vittoria per 3-2 sul Tromsø. A fine stagione, terminato il prestito, si ritrovò svincolato.
Il 22 febbraio 2012 raggiunse allora un accordo con i finlandesi del KuPS.

### Nazionale
Obiefule ha debuttato per la Nigeria nel corso del 2004. Il 22 gennaio 2006, è stato colpito da un attacco ischemico transitorio nel corso di un allenamento con la Nazionale, che gli ha fatto perdere conoscenza ed ha subito un collasso. È stato quindi portato all'ospedale ed ha saltato il resto della Coppa delle nazioni africane 2006.